# 멋진 인생
멋진 인생(It's a Wonderful Life)은 프랭크 카프라 감독의 대표작이다. 미국인들에게는 대표적인 크리스마스 영화로 알려져 있다.

## 줄거리
'멋진 인생'은 1946년 개봉한 전형적인 '미국의 크리스마스 영화'이다.
크리스마스이브, 뉴욕 베드포드 폴즈에서 조지 베일리는 심란한 심정으로 자살을 고민하고 그의 가족들은 그를 위해 기도를 한다. 그들의 기도는 천국에 전해지고 2급 천사인 클래런스 오드보디는 조지를 구하기 위해 지구로 파견된다. 그가 출발하기 전, 그의 상사인 요셉은 조지 인생의 회상 장면들을 보여준다.
이야기는 조지가 12살이었을 적 얼어붙은 연못에 빠진 동생을 구하다가 왼쪽귀가 먹게 되는 모습부터 그가 아르바이트를 하던 약국에서 약사의 실수를 막아주는 것으로부터 시작된다.
조지는 베드포드 폴즈를 항상 떠나고 싶어 하지만 상황은 그가 바라는 대로 흘러가지 않는다. 우선 그의 동생 해리가 고등학교를 졸업한 후에 대학교를 가고 싶어 하고 아버지의 갑작스런 사망으로 인해 조지는 유럽 여행을 포기한다. 후에는 회사 운영을 위해 본인 대신 동생 해리를 대학교에 보내고 학비를 보태주고 해리가 대학을 졸업한 후에 회사를 대신 운영해주기를 바란다. 하지만 해리는 대학 졸업 후에 아내와 함께 고향으로 돌아오고 그녀의 아버지가 해리에게 좋은 직장 자리를 제의했다는 것을 조지는 알게 되고 그의 꿈을 또 미루게 된다.
메리 해치는 어렸을 적부터 조지를 많이 좋아하고 있는데 조지와 달리 뉴욕에서 대학교를 마치고 돌아온다. 조지는 대학교에서 돌아온 메리를 만나러 가서 둘은 다투다 서로에 대한 사랑을 확인하고 결혼한다.
조지는 결국 베트포드 폴즈를 떠나지 못하게 되지만 저소득층 주택단지를 시작하게 된다. 그의 아버지의 시절부터 악덕 사업자였던 헨리 포터는 그가 거슬리자 그를 매수하기 위해 연봉 2만 달러를 줄 터이니 자신 밑에서 일을 하라는 제의를 한다. 조지는 잠시 흔들리지만 포터가 그의 사업을 망하게 하려는 것을 알아차리고 단호하게 제안을 거절한다. 후에 그는 아내와 1남 3녀를 갖고 단란한 가정을 이룬다.
1차 대전과 2차 대전을 겪은 후 모두 화기애애하게 크리스마스를 보내는 와중, 조지의 삼촌인 빌리가 은행에 회사 자금인 8천 달러를 입금하러 갔다가 돈을 잃어버리게 되고 회사는 급정직한 위기에 처하게 된다. 설상가상 때마침 금융 감독관이 회사 조사를 하기 위해 나와 있었다. 만약 그 돈을 찾지 못 하면 회사는 문을 닫고 조지와 빌리는 감옥살이를 하게 될 처지에 처한다.
돈을 찾기 위해 사방팔방 돌아다니다 실패하고 가족들에게 말실수를 한 뒤 집을 나와 술을 마시고 방황하다 자살하기 위해 다리위에 올라 간다. 이 때 그는 수호천사 클래런스와 마주치게 된다.
클래런스는 조지가 힘들어하고 태어나지 않았으면 좋겠다는 말을 하자 조지가 태어나지 않았을 세상을 보여준다.
조지의 동생 해리는 살려줄 형이 없었기에 물에 빠져 죽게 되고 그가 밑에서 일했던 약사는 실수를 막아줄 사람이 없었기 때문에 범죄자로 몰리며 그가 집을 지을 수 있기 위해 도와줬던 많은 사람들은 초라한 생활을 한다. 메리는 결혼을 하지 않아 노처녀로 살아가며 그의 자식들 역시 태어나지 못한다. 삼촌은 회사가 망하고 정신병원에서 지내며 그의 어머니는 성격이 못 된 집주인으로 살아가고 있다.
조지는 더 이상 견디지 못하겠다고 느껴 클래런스를 찾아가서 다시 살고 싶다고 애원한다. 그의 간절함을 느낀 클래런스는 정상으로 세상을 되돌리고 조지는 인생에 대한 감사함을 느끼며 행복하게 집으로 향한다. 집에서 그는 아이들과 격하게 포옹을 하고 자신의 태도에 대한 사과를 하며 그를 찾아온 금융 감독관과 기자들마저 반긴다. 그 때 그의 아내는 마을에서 돌아와 주민들이 힘을 모아 돈을 마련해줬다고 알려준다. 조지로부터 수년간 도움을 받았던 마을 주민들로부터 도로 도움을 받으며 훈훈하게 크리스마스를 다 같이 맞이한다. 그리고, 주민들이 모아준 돈다발 위에 한 권의 책이 놓여있는데, 이는 클래런스가 두고 간 '톰 소여의 모험'이라는 책이다. 그 책으로 하여금, 어린 시절 항상 베드폴즈를 벗어나 여행을 떠나고 싶어하던 조지 베일리의 모습, 그러나 한 평생 고향을 떠나진 못했지만 결국에는 가장으로서도, 사업가로서도 인정받게 된 조지 베일리의 행복한 결말을 추측할 수 있다.

## 주요 등장인물
조지 베일리: 영화의 주인공으로, 어릴 때부터 자신이 태어난 작은 고향에서 벗어나 넓은 세상을 경험하고 싶어하지만 너무 이타적이고 헌신적인 성품 때문에 끝내 가족과 마을을 떠나지 못한다. 어렸을 적 호수에 빠진 동생을 구하다가 감기에 심하게 걸려 한쪽 귀의 청각을 잃는다. 고등학교 졸업 후 세계여행을 떠나고 싶어 하지만 아버지가 심장발작으로 돌아가신 후 악덕 부동산업자인 포터로부터 마을사람들을 구하기 위해 가업을 이어간다. 빌리 삼촌이 공금을 잃어버리는 바람에 곤경에 처하고 자살을 결심하지만 천사에 의해 도움을 받고 가족의 품으로 돌아간다.
해리 베일리: 조지의 남동생이며, 조지가 가업을 잇기 위해 대학진학을 포기하면서 해리는 대신 대학에 진학할 수 있게된다. 대학을 졸업한 후 조지를 대신해 가업을 이어 가기로 하지만 결혼을 하고 장인어른으로부터 좋은 일자리를 제안받게 되면서 결국 조지가 계속 가업 맡아서 운영한다. 세계2차대전이 발발한 후 해군파일럿으로서 혁혁한 공을 세워 무공훈장을 수상한 후 조지가 일생일대의 위기에 처했을 때 고향으로 돌아온다.
매리 베일리: 아름답고 가정에 헌신적인 여성이다. 어려서부터 조지를 흠모하여 결국엔 조지와 결혼한다. 너무 착하고 마을 사람들을 위하는 남편 덕분에 신혼여행도 가지 못하게 되지만 싫은 내색 한번 하지 않고 남편과 아이들에게 헌신한다.
빌리 베일리: 조지의 삼촌으로, 아버지때부터 Bailey Bros Building and Loan Association을 함께 운영해온다. 하지만 꼼꼼하지 못하고 유능한 사업가는 아니다. 결국 큰 공금을 잃어버려 조지가 곤경에 처하게 만든다.
헨리 포터: 마을의 모든 부동산과 건물을 독점적으로 매입하여 마을사람들에게 비싼 임대료를 받으려는 돈만 밝히는 속물이다. 조지를 탐탁지 않게 여기던 와중 빌리 베일리가 실수로 건넨 공금을 일부러 돌려주지 않아 조지를 위기에 처하게 만드는 악당이다.
클레런스 오드바디: 자살을 생각중이던 조지를 돕기 위해 신이 지상으로 보낸 천사이다. 결국 조지를 성공적으로 도와 날개를 얻었다.
천사 요셉: 천사 클래런스의 상사로 조지 베일리가의 대한 기도가 많자 지구로 천사를 보내야 한다고 판단하여 클래런스가 보내진다.
피트 베일리: 조지와 메리의 첫째 자녀이며, 아들이다.
제이니 베일리: 조지와 메리의 둘째 자녀이며, 딸이다. 크리스마스 이브날 파티를 위해 피아노를 연습한다.
토미 베일리: 조지와 메리의 셋째 자녀이며, 아들이다.
주주 베일리: 조지와 메리의 막내이며, 딸이다. 크리스마스 이브날 감기에 걸려서 침대에 누워있다.
가우어 씨: 조지가 어린 시절 일하던 약국의 주인. 아들인 로버트가 유행성감기로 인해 죽었다는 전보를 받고 큰 충격을 받아 실수로 고객인 블레인 여사에게 약 대신 독약을 처방하지만, 이를 알아차린 조지의 기지로 감옥행을 면한다.
루스 데이큰 베일리: 해리 베일리의 아내. 대학교를 마친 후 돌아온 해리가 조지에게 깜짝 소식으로 소개하는 해리의 아내인 루스는 자기 아버지가 해리에게 좋은 직장 제의를 했다는 것을 조지에게 알려준다.

## 출연

### 주연
- 제임스 스튜어트

### 조연
- 도나 리드
- 라이오넬 베리모어
- 토마스 밋첼
- 헨리 트래버스

## 기타
- 원작자: 필립 반 도렌 스턴
- 미술: 잭 오케이
- 의상: 에드워드 스티븐슨

## 비평과 반응
1946년, 12월 20일 뉴욕의 globe theater에서 개봉 당시 비평가와 언론으로부터 좋은 평을 받았다. 타임지에 의하면 '올해 할리우드에서 이 영화에 필적할 만한 라이벌은 하나뿐이다'라는 말을 들을 정도였다. 또한, 전쟁과 경제적 혼란 등 극심한 사회적 혼란과 불안을 겪고 있는 미국인들에게 it’s a wonderful life라는 제목에서부터 알 수 있듯 희망적인 메시지를 보냈다는 점에서 좋은 평을 얻었다. 어쩌면 미국인들은 혼란스러운 사회속에서 자신을 도와줄 '조지 베일리'를 간절히 찾고 있었는지도 모른다. 그리고 이러한 국민들의 소망은 영화에 대한 폭발적인 반응과 호평으로 드러남과 동시에 미국인들로 하여금 자신들의 상황도 조지 베일리에게 행해진 기적처럼 해결될 수 있을 것이라는 희망을 갖도록 만들었다. 판권 문제로 인해 자주 텔레비전에 상영되기 시작한 이후 전형적인 크리스마스 영화로 자리잡았고, 계속해서 사람들의 관심이 지속되면서 현재 세계적 명작이라는 찬사를 받고 있기도 하다.
그러나 영화 속에서 자본가를 대표함과 동시에 조지 베일리와 대척점에 있는 스크루지 유형의 헨리 포터라는 은행가가 지나치게 나쁜 사람으로 묘사되는데, 당시 FBI에서는 이러한 표현 방식은 공산주의자들의 전형적인 수법이라고 지적하였다. 뿐만 아니라 영화를 보면 베일리 파크라고 하여 베일리가 구획한 집단 거주지가 등장하는데, 이를 사회주의적 이상주의라고 보는 견해도 있다. 권선징악 등 전형적인 크리스마스 영화적 요소들 사이사이에 사회적 문제를 단순화하여 보여주고, 나쁜 은행가, 공동의 생활을 하는 집단 거주지, 또한 마지막 장면에서 주인공을 위해 모든 사람이 발벗고 각출하여 십시일반 돈을 내는 등 대체로 지나친 이상주의, 더 나아가 '사회주의적 이상주의를 표방하고 있는 것이 아닌가' 하는 비평 또한 따른다. 뿐만 아니라 영화에서 보여진 사회적 문제가 종래에는 천사의 기적으로 모두 해결되는 모습에서, 당시 미국 내의 만연한 사회적 문제를 사회 구조적으로 해결할 수 없고 '기적'이라는 초자연적 현상에 기대어야만 해결할 수 있을 것이라는 감독의 불신으로 해석하는 비평도 있다.
한편 Robert L. Jones는 2006년에 본 영화와 관련해 흥미로운 비평을 The New Individualist에 기고하였다. 그 내용은 크게 두 가지 요점으로 요약될 수 있는데,
첫 번째 주장은 본 영화가 가장 미국적인 영화 중 하나라는 점이었다. 그 이유는 미국을 대표하는 정신 중 하나인 '합리적 개인주의'가 조지 베일리라는 인물을 통해 영화 속에서 잘 구현되었기 때문이라고 그는 설명하였다. 그에 따르면 많은 사람들이 이해하는 바와 달리, 조지는 단순히 남들을 위해 희생하는 이타적 인물이 아닌 본인의 장기적 이익을 생각할 줄 아는 인물이다. 신혼여행 자금을 자신의 사업을 유지하는 데에 사용한 것은 단순히 희생적인 행동이 아닌, 본인의 장기적인 효용을 고려해볼때도 합리적인 판단이었다는 것이다. 또한 주식시장의 위기로 불안감에 휩싸인 마을 주민들이 예금을 상환 받으려고 할 때도 조지는 단순히 사람들의 인정에 호소하는 데 그치지 않고, 그들이 예금을 유지함으로써 얻을 수 있는 미래의 이익을 설명함으로써 설득하는데, 이러한 모습이 미국인의 합리적 개인주의를 잘 드러낸다고 그는 설명하였다.
두 번째로 그는 본 영화가 사회를 구성하는 가장 작은 단위로서 개인의 역할이 매우 중요하다는 사실을 역설함과 동시에 조지 베일리라는 인물을 통해 아메리칸 드림이 무엇인지 잘 그려냈다고 주장하였다. 그에 따르면 실제로 본 영화가 개봉된 후 Frank Capra 감독은 '개인'의 힘과 의지의 중요성이야말로 본 영화의 주제라고 밝혔으며, Frank Capra 감독이 아메리칸 드림 (강한 의지를 통해 고난을 극복하고 middle class American으로 거듭나는) 에 이끌려 미국으로 건너온 1세대 이탈리아 이민자라는 사실이 이를 뒷받침한다고 주장하였다. 동시에 영화 속에서 조지는 유럽여행을 포기할 때도, 동생 대신 계속 가업을 잇게 되었을 때도, 자신의 보다 크고 지속적이며 고차원적인 가치를 위해 눈앞의 즐거움을 유예한 강한 의지의 인물로 묘사되었는데, 이는 강한 의지로 고난을 극복하고 결국 사회적으로 성공하는, 아메리칸 드림을 이뤄낸 인물의 표상으로 이해할 수 있다고 주장하였다.또한 Frank Capra 감독과 조지 베일리 역을 맡은 주연배우 Jimmy Stewart가 굳이 그럴 의무가 없었음에도 불구하고 2차 세계대전 당시 자발적으로 나서서 각각 propaganda 영화제작자로, 그리고 공군 파일럿으로서 국가에 헌신한 사실이 "사회를 구성하는 기본단위인 개인의 중요성"이라는 감독이 밝힌 본 영화의 주제에 진정성을 제공한다고 Robert L. Jones는 서술하였다.
미국에서는 '멋진 인생'이 크리스마스때 거의 모든 테레비전 방송국에서 보여준다. 그 이유는 그 만큼 인기를 끌었던것 떠나서, 그때 당시 저작권의 관련 문제인해서, 개인에서 공동의 작품으로변해서 그렇다. 한 때, 잊혀질뻔했던 프랭크 카파의 영화 '멋진 인생이', 이러한 이유로 계속 재방송이되면 더욱더 알려줬다. 방송사에서는 자본 부담없이 계속 재반복으로 보여줄 수 있게땜우니다.
크리스마스 영화를 떠 어울릴 때 우리는 ‘러브액츄얼리’ 또는 ‘나홀로 집에’을 떠올릴 수 있을 것이다. 하지만 진짜 원조는, 특히 미국인에게는 저녁 단골 메뉴는 1946년 ‘멋진 인생’이다. 한때는 FBI에서 공상주의 프로파간다로 인식하기도 했다. –지금도 그렇게 생각할지는 의문이지만- 영화의 주 목적은. ‘AMERICAN DREAM’의 현실과 어려운 시민들의 전반적인 삶이 묘사되어 있다. 특히 사회가 요구하는 인간으로서의 덕목이 잘 묘사되어 있다. 가족을 위해 헌신하며 사회구조를 위해서 희생하는 충, 효, 인, 의를 중요시 여긴다. 하지만 현실은 지도자는 투명하지 않으며, 욕심은 많으며, 비리는 끝이 없게 설정돼있다. 이 영화는 막 세계2차대전이 끝난 1946년 즉 70년 전에 만들어진 영화이다. 하지만 재미있게도, 여기 설정돼있는 스토리는 지금도 전혀 달라진 것이 없다는 것이다. 그렇기에 매년 TV에서 반복되는 이 영화를 질리지 않고 즐겨 보게 되는 것이 아닐까 생각한다. 최소한 1년에 한번은 이 영화를 통해서 우리의 삶을 되돌아볼 수 있는 계기를 되는 것이 아닐까 조심스럽게 생각해본다. (JK)

## 같이 보기
- 크리스마스 영화 목록
- 역대 최고의 영화 목록